# Prefectura de Tandjilé
Tandjilé fue una de las 14 prefecturas de Chad. Ubicada en el suroeste del país, Tandjilé cubría un área de 18 045 kilómetros cuadrados y tenía una población de 453 854 en 1993. Su capital era Laï.
Se encontraba dividida en las subprefecturas de Béré, Kélo y Laï.